# Flers (Pas-de-Calais)
Flers (Nederlands: Laar) is een gemeente in het Franse departement Pas-de-Calais (regio Hauts-de-France) en telt 185 inwoners (2004). De plaats maakt deel uit van het arrondissement Arras.

## Geografie
De oppervlakte van Flers bedraagt 5,5 km², de bevolkingsdichtheid is 33,6 inwoners per km².
De onderstaande kaart toont de ligging van Flers (Pas-de-Calais) met de belangrijkste infrastructuur en aangrenzende gemeenten.

## Demografie
Onderstaande figuur toont het verloop van het inwonertal (bron: INSEE-tellingen).